# Рейнагл, Джордж Филипп
Джордж Филипп Рейнагл (англ. George Philip Reinagle; 1802 — 6 декабря 1835, Лондон) — английский художник-маринист и портретист.

## Биография
Происходил из династии, давшей миру двенадцать художников.
Первые уроки живописи получил у своего отца-живописца Ремси Ричарда Рейнагла. Внук известного британского придворного художника Филиппа Рейнагла. Позже, совершенствуя своё мастерство, изучал и копировал полотна популярных художников-маринистов Голландии Людольфа Бакхёйзена и Виллема ван де Вельде Старшего.
Впервые выставил свои работы в Королевской Академии художеств в 1822 году. Вначале занимался портретной живописью. Позже успешно творил в жанре марина. Писал масляные картины и акварели.
В 1827 году Д. Ф. Рейнагл присутствовал на борту боевого корабля «Mosquito» во время Наваринского сражения и по возвращении на родину создал ряд картин, которые опубликовал в 1828 году в сборнике «Иллюстрации битвы при Наварине», за которым последовали «Иллюстрации сражения у входа в залив Патры между английской эскадрой и турецким флотом в 1827 году».
В 1829, 1830 и 1831 годах провёл выставки своих картин.
Вместе с кораблями английского флота был у побережья Португалии в 1833 году, где у мыса Сент-Винсент участвовал вместе с флотом вице-адмирала Чарльза Нэпира в решительной победе над сильнейшим флотом дона Мигуэля, и его картина «Admiral Napier’s Glorious Triumph over the Miguelite Squadron» была приобретена Королевской Академией в 1834 году.
Умер в Лондоне 6 декабря 1835 года в возрасте 33 лет.